# Holocaust Educational Trust
L'ente Holocaust Educational Trust (HET) è un ente di beneficenza britannico, con sede a Londra, il cui scopo è "educare i giovani di ogni provenienza sull'Olocausto e sulle importanti lezioni da trarne per l'attualità".
Uno dei principali risultati di HET è garantire che l'Olocausto faccia parte del programma scolastico del National curriculum.

## Storia dell'ente
È stata fondata dal deputato laburista Greville Janner e dall'ex ministro degli interni laburista Merlyn Rees nel 1988 ed è un ente di beneficenza registrato in Inghilterra e Galles, e in Scozia. L'amministratore delegato è Karen Pollock, a cui è stato assegnato un MBE per i suoi servizi per l'istruzione sull'Olocausto nel 2012. Il direttore è Paul Phillips mentre il presidente è Craig Leviton. I suoi patroni onorari includono Lord Carey, Lord Dholakia, Lord Mackay di Clashfern ed Elie Wiesel.

## Attività
Nell'ambito del suo programma di sensibilizzazione, l'HET organizza visite dei sopravvissuti all'Olocausto nelle scuole, spesso accompagnati da uno dei propri educatori. L'ente aiuta diverse centinaia di insegnanti all'anno a insegnare in modo più efficace l'Olocausto, organizza anche un corso intensivo annuale di dieci giorni in Israele per gli insegnanti, in collaborazione con la Scuola internazionale per gli studi sull'Olocausto a Yad Vashem.

### Lezioni dal progetto Auschwitz
HET organizza visite ad Auschwitz-Birkenau per due studenti del sesto anno delle scuole e dei college partecipanti delle regioni del Regno Unito. Circa 150 studenti partecipano a un progetto in qualsiasi momento. Un giornalista del Guardian che ha accompagnato tale visita nel 1999 ha scritto:
Nel 2006, più di 400 studenti hanno partecipato a queste visite. Questo progetto è sostenuto da una sovvenzione di 1,5 milioni di sterline del Tesoro, che consente a due studenti di ogni scuola secondaria e università della Gran Bretagna di visitare Auschwitz ogni anno. Il progetto prevede quattro fasi:
- Un seminario di sensibilizzazione, in cui i partecipanti ascoltano una testimonianza di prima mano di un sopravvissuto all'Olocausto;
- Una gita di un giorno all'ex campo di concentramento e sterminio di Auschwitz;
- Un seminario di follow-up, in cui i partecipanti riflettono sulla loro esperienza al campo e iniziano a pianificare la fase finale del progetto;
- Il progetto Next Steps, in cui i due partecipanti creano il proprio progetto da condividere con la propria scuola o comunità locale per trasmettere le lezioni apprese dalla visita ad Auschwitz.

Il 18 ottobre 2012, l'Holocaust Educational Trust ha celebrato il suo 100º viaggio del progetto Lessons from Auschwitz. Tra i presenti il vice primo ministro Nick Clegg.
Il 2 maggio 2013, il governo scozzese ha annunciato che fornirà 510.000 £ di finanziamenti aggiuntivi per il progetto Lessons from Auschwitz nei prossimi due anni.

## Programma HET Ambassador
L'8 luglio 2013, presso il Queen Elizabeth II Conference Centre di Londra, si è tenuto un seminario innovativo per oltre 500 giovani per celebrare il lancio del nuovo Ambassador Programme. L'amministratore delegato, Karen Pollock, descrive gli ambasciatori HET come "giovani che hanno dimostrato l'impegno a consentire a quante più persone possibile di beneficiare di ciò che hanno imparato".
I 500 giovani ambasciatori, che hanno tutti partecipato al progetto Lessons from Auschwitz, si sono confrontati con i relatori tra cui storici di fama mondiale, i professori Yehuda Bauer e David Cesarani, il redattore politico della BBC, Nick Robinson e il direttore di Liberty, Shami Chakrabarti CBE.
Nell'ambito del Programma degli ambasciatori, è stata nominata una coorte di 25 ambasciatori regionali (in concomitanza con il 25º anniversario dell'organizzazione benefica) per contribuire a rafforzare la comunità degli ambasciatori, ormai forte di 20.000 componenti, fornendo un rappresentante degli ambasciatori per ciascuna regione oltre all'Ambasciatore del HET. Ciò ha assicurato una presenza visibile degli ambasciatori HET in tutto il Regno Unito, coprendo le regioni dell'Inghilterra (Sud Ovest, Sud Est, Londra e Valle del Tamigi Chilterns, Est, Yorkshire e Humber e Nord Ovest, East Midlands, Nord Est, West Midlands), Scozia e Galles.
Alla vigilia dell'8 luglio 2013, dopo la Conferenza degli ambasciatori, gli ambasciatori regionali hanno partecipato a un ricevimento nella Speaker's House nel Palazzo di Westminster, insieme a parlamentari, colleghi e sostenitori del Trust, per celebrare il lancio del programma degli ambasciatori. I partecipanti hanno sentito da John Bercow e Lord Browne di Madingley, ex amministratore delegato di BP e capo del programma degli ambasciatori. Lord Browne ha anche presieduto un gruppo direttivo con gli ambasciatori regionali il 9 luglio 2013 insieme a Doreen Lawrence OBE, al Prof. Yehuda Bauer e alla sopravvissuta all'Olocausto, Kitty Hart-Moxon, discutendo del "perché e come ricordiamo l'Olocausto e come possiamo comunicare la sua rilevanza nella società britannica contemporanea".
Tra il 18 e il 26 luglio 2013, per la prima volta, un gruppo selezionato di giovani appartenenti alla comunità HET Ambassador ha partecipato a un seminario di Studi sull'Olocausto presso la Scuola Internazionale di Studi sull'Olocausto a Yad Vashem a Gerusalemme.

## Premio British Hero of the Holocaust
Dal 2008, il HET ha promosso una campagna per far riconoscere alle persone britanniche come Frank Foley, che si era adoperato nel salvataggio delle vittime dell'Olocausto, i riconoscimenti britannici ufficiali: con l'occasione il governo ha creato la medaglia dell'eroe britannico dell'Olocausto, assegnandola postuma a 25 persone nel marzo 2010, tra cui anche Sir Nicholas Winton e Denis Avey.